# Cosa bordaensis
Cosa bordaensis is een tweekleppigensoort uit de familie van de Philobryidae. De wetenschappelijke naam van de soort is voor het eerst geldig gepubliceerd in 1931 door Cotton.